# 中华字海
《中华字海》曾是收录汉字最多的大型字书（后被收字106,333字的中華民國教育部《異體字字典》取代）。由冷玉龙、韦一心主编。中华书局、中国友谊出版社1994年出版。

## 编写体例
《中华字海》收字按部首分部排列，同部首字按笔画多少排列，同笔画字按笔顺排列；部首设立以《康熙字典》214部为基础酌情删并分离，共210部。
汉字有新舊字形之别，《中华字海》字头采用新字形；在《印刷通用汉字字形表》以外的字头则依该表原则作了整理；繁体字字头后也附有相应的简化字，简化字范围限于《简化字总表》之内。
《中华字海》注音用汉语拼音字母，并在其后加注直音（以现代读音为据）；多音字读音按常见音项在前，非常见音项在后的顺序排列，无法判断常见或非常见的字音则按引例时代先后排序。有异读的字按普通话语音审定委员会审定音标注。方言字依方言与普通话读音对应规律或实际读音注音。
《中华字海》释义先本意，次引申义。异体字、简化字、二简字、错讹字不释义，也不注音，但云“同‘某’”“‘某’的简化字”“曾作‘某’的简化字，后停用”“‘某’的讹字”等，后以“见”或“字见”的方式指明出处（亦有不指出处者）。

## 收字来源
《中华字海》共收汉字85568个，主要来源为：
1. 历代辞书，包括《说文解字》、《广韵》、《集韵》、《康熙字典》及《中华大字典》，另从《篇海》、《直音篇》、《龙龛手镜》等书中收录大量俗讹字；
2. 历代辞书未收而见于文献典籍的汉字；
3. 《简化字总表》中的全部简化字；
4. 甲骨文、金文和竹简、帛书中学术界比较公认的楷化字；
5. 历代碑刻中的异体字（讹字除单体外，一般不收）；
6. 地方文献和方言字典中的方言字；
7. 近现代出现的科技新字；
8. 当前还在使用的人名、地名用字；
9. 超出《简化字总表》范围之外的类推简化字；
10. 1977年公布的《第二次汉字简化方案（草案）》中的汉字；
11. 港、澳、台地区使用的汉字。日本、韩国、新加坡等国使用的汉字也酌量收录。

此外，为了充分反映汉字的实际情况，《中华字海》还酌量收录了历代文献中的新旧笔形与讹字。其标准为：单体字从宽，合体字从严。如：《字海》收单体字“羽”的旧字形，而不收其合体字。

## 说字
《中华字海》在前任字书未及的异体字与错讹字方面进行了一些清理工作。如《汉语大字典·补遗·木部》：“𣑮，树名。《太平御览》卷七百七十引周处《风土记》：预章𣑮㭠诸木，皆以多曲理盘结为坚劲也。”未注音。而《字海》综合《汉语大字典》出版后的一些考释成果释为：“𣑮，同‘楠’。见《龙龛》”

## 相似字书
- 中国大陆《汉语大字典》，1989年出版，收汉字54678个。
- 日本《大漢和辞典》，2003年出版，收汉字50000左右。
- 台湾《异体字字典》，2004年出版，收汉字106230个，多为异体字[2]。
- 韩国《漢韓大辭典》，2008年出版，收汉字53667个。

此外，日本出版的字符检索软件《今昔文字镜》收录汉字16万左右，但其中包括了喃字。